# Николаенко, Пётр Иванович
Пётр Иванович Николаенко (1914—1943) — старший лейтенант Рабоче-крестьянской Красной Армии, участник Великой Отечественной войны, Герой Советского Союза (1943).

## Биография
Родился 12 июня 1914 года в селе Метлинцы Гайсинского уезда Подольской губернии Российской империи (ныне — Гайсинский район Винницкой области Украины). Окончил среднюю школу, после чего работал в милиции. В 1939 году был призван на службу в Рабоче-крестьянскую Красную Армию. Участвовал в польском походе. С февраля 1942 года — на фронтах Великой Отечественной войны, командовал ротой 134-го танкового полка 10-й гвардейской кавалерийской дивизии 4-го гвардейского кавалерийского корпуса Закавказского фронта.
Отличился во время боёв на юге РСФСР. 22-23 июля 1942 года в ожесточённых боях с немецкими войсками рота Николаенко уничтожила 29 вражеских танков. 12-22 декабря 1942 года у хутора Нортон Курского района Ставропольского края Николаенко лично уничтожил 3 танка, 1 миномётную батарею, 4 артиллерийских орудия и 2 дзота. 29 января 1943 года он погиб в бою. Похоронен в селе Ново-Александровка Зерноградского района Ростовской области.
Указом Президиума Верховного Совета СССР «О присвоении звания Героя Советского Союза начальствующему и рядовому составу Красной Армии» от 31 марта 1943 года за «образцовое выполнение боевых заданий командования на фронте борьбы с немецкими захватчиками и проявленные при этом отвагу и геройство» был удостоен посмертно высокого звания Героя Советского Союза. Также посмертно был награждён орденом Ленина.
Память
В его честь названа улица в городе Бершадь и установлен памятник в его родном селе.
Средняя школа № 1 имени Героя Советского Союза П. И. Николаенко в селе Степном Ставропольского края.

## Документы
- Информация из приказа об исключении из списков. ОБД Мемориал.
- Первичное место захоронения. ОБД Мемориал.
- Николаенко Петр Иванович. «Подвиг Народа в Великой Отечественной войне 1941—1945 гг.». Дата обращения: 7 апреля 2015. Архивировано из оригинала 13 марта 2012 года.